# Slussfjärden
Slussfjärden är en sjö i Finströms kommun i Åland (Finland). Den ligger i den västra delen av landskapet, 16 km norr om huvudstaden Mariehamn. Slussfjärden ligger 10 meter över havet. Den ligger på ön Fasta Åland. Arean är 9,5 hektar och strandlinjen är 1,54 kilometer lång. Sjön  ingår i Skärgårdshavets kustområde, Åland. 